# Traugott Buhre
Traugott Buhre (Insterburg, 21 juni 1929 - Dortmund, 26 juli 2009) was een Duits acteur.
Buhre werd geboren in het toenmalige Oost-Pruisen en volgde een toneelopleiding in Hannover. Hij debuteerde in het Frankisch Theater van  Wetzhausen. Buhre maakte deel uit van de ensembles van het Badisches Staatstheater Karlsruhe, het Staatstheater Stuttgart, het Schauspielhaus Bochum, het Thalia Theater Hamburg, het Deutsches Schauspielhaus in Hamburg, de Schaubühne in Berlijn, het Burgtheater in Wenen en het Berliner Ensemble.
Zijn laatste optreden was in Immanuel Kant van Thomas Bernhard in het Schauspielhaus van Zürich in 2009. Bij het grote publiek was hij vooral gekend door zijn tv-optredens, zoals in Derrick en Tatort en in de Duitse film Anatomie uit 2000.

## Filmografie
- 1969: Die Dubrow-Krise
- 1969: Rebellion der Verlorenen (televisie-driedeler)
- 1970: Wie ein Träne im Ozean (televisie-driedeler)
- 1970: Ende der Vorstellung 24 Uhr
- 1972: Tatort: Kressin und der Mann mit dem gelben Koffer (televisieserie)
- 1975: Der Kommissar - Das goldene Pflaster (televisieserie)
- 1975–1995: Derrick (televisieserie, verschillende rollen, 7 afleveringen)
- 1977: Tatort: Drei Schlingen
- 1979: Ein Kapitel für sich (televisie-driedeler)
- 1983: Is was, Kanzler? (bioscoop)
- 1982, 1987: Die Krimistunde (televisieserie, verschillende rollen, 2 afleveringen)
- 1986: Mit meinen heißen Tränen (televisie-driedeler)
- 1988: Polizeiinspektion 1 - Einmal im Leben (televisieserie)
- 1990: Winckelmanns Reisen
- 1993: Die Denunziantin
- 1994: Ein starkes Team: Gemischtes Doppel (televisieserie)
- 1994: Ihre Exzellenz, die Botschafterin (televisieserie, pilotfilm)
- 1994: Rosamunde Pilcher: Wilfer Thymian (televisieserie)
- 1995: Die Versuchung – Der Priester und das Mädchen
- 1996: Ein starkes Team: Eins zu eins
- 1996: Der Trip – Die nackte Gitarre 0,5 (bioscoop)
- 1996: Peanuts – Die Bank zahlt alles (bioscoop)
- 1997: Dumm gelaufen (bioscoop)
- 1998: Rosa Roth – Jerusalem oder die Reise in den Tod (televisieserie)
- 1998: Tatort: Bildersturm
- 1999: Tatort: Bienzle und der Zuckerbäcker
- 1999: Nichts als die Wahrheit (bioscoop)
- 2000: Anatomie (bioscoop)
- 2001: Ritas Welt (televisieserie, 2 afleveringen)
- 2001: Blumen für Polt
- 2002: Sophiiiie! (bioscoop)
- 2002: Vaya con Dios – Und führe uns in Versuchung (bioscoop)
- 2004: Schöne Witwen küssen besser
- 2005: Ein starkes Team: Erbarmungslos
- 2007: Tatort: Sterben für die Erben
- 2008: Tatort: Krumme Hunde
- 2010: Die Toten vom Schwarzwald

## Luisterboeken (selectie)
- Levins Mühle – 34 Sätze über meinen Großvater van Johannes Bobrowski, Lezing, Regie: Rainer Schwarz, 400 Min., mp3-CD, MDR 2005/ Der Audio Verlag 2015, ISBN 978-3-86231-565-9.

## Hoorspelen
- 2001: Józef Ignacy Kraszewski: Gräfin Cosel (graaf von Flemming) – Regie: Walter Niklaus (hoorspel, 5 delen – MDR)
- 2005: Marcus Braun: Delhi – Regie: Oliver Sturm (hoorspel – SWR)
- 2006: Rudyard Kipling: Das Dschungelbuch – Regie: Frank-Erich Hübner (hoorspel – WDR)
- 2009: Johan Theorin: Öland – Regie: Götz Naleppa (hoorspel – DKultur)
- 2009: Thomas Mann: Der Zauberberg – Regie: Ulrich Lampen – Verlag: Der Hörverlag